# 卡瑙巴尔
卡瑙巴尔（葡萄牙語：Carnaubal）是巴西塞阿拉州的一个市镇。总面积364.75平方公里，总人口15571人，人口密度42.7人/平方公里。